# Аклонифен
Аклонифен — гербицид из группы дифениловых эфиров. Изначально он был разработан немецкой фирмой Celamerck из Ингельхайма и появились на рынке около 1983 года. Позднее патент на производство через ряд посредников перешёл к Bayer CropScience. На текущий момент действие патента истекло.

## Синтез
Синтезируется путём конденсации 2,3-дихлор-6-нитроанилина с фенолом.  2,3-Дихлор-6-нитроанилин в свою очередь является продуктом реакции 1,2,3-трихлор-4-нитробензола и аммиака.

## Физические свойства
Аклонифен представляет собой порошок из жёлтых кристаллов, но он обычно продается в жидкой форме в виде концентрата суспензии, которую нужно смешать с водой и распылить. Используется против однолетних травянистых и широколиственных сорняков.

## Использование
Аклонифен используется в качестве средства защиты растений, и в этом качестве утверждён в Германии, Австрии, Швейцарии, Украине и многих других европейских странах. Продаётся под торговым названием Bandur  и Челлендж. Механизм действия основан на нарушении синтеза каротиноидов, а селективном ингибировании протопорфириногеноксидазы - важном ферменте в пути синтеза хлорофилла. Эффективен против трав и широколиственных сорняков.

## Токсичность
Аклонифен имеет низкую острую токсичность. По результатам исследования было предложено классифицировать его как раздражающее вещество, вредное и, возможно, канцерогенное (категория 3). У подвергшихся воздействию крыс были выявлены опухоли головного мозга.
Умеренно стойкое вещество, в почве период полураспада составляет от 30 до 130 дней; в воде напротив, весьма стабилен и не гидролизуется при значениях рН от 5 до 9. Он также очень токсичен для водных организмов, и поэтому классифицируется как экологически опасное вещество.